# Crepidodera plutus
Crepidodera plutus är en skalbaggsart som först beskrevs av Pierre André Latreille 1804.  Crepidodera plutus ingår i släktet Crepidodera, och familjen bladbaggar. Arten förekommer tillfälligt i Sverige, men reproducerar sig inte.